# سبط جاد
وفقًا للكتاب المقدس، فإن سبط جاد ((بالعبرية: גָּד)، ومعناه "جندي" أو "حظ") هو أحد أسباط بني إسرائيل الاثني عشر الذي استقر بعد الخروج من مصر في شرقي نهر الأردن، وهو أحد الأسباط العشرة المفقودة.

## الرواية الكتابية
بعد غزو يشوع لأرض كنعان وحتى تأسيس مملكة إسرائيل الموحدة ق. 1050 ق.م.، كان سبط جاد جزءًا من اتحاد قبائل بني إسرائيل. لم تكن هناك حكومة مركزية لهذا الاتحاد، وإنما كان يحكم كل سبط منهم قادة يُسمّون بالقضاة. في سفر صموئيل الأول، يظهر الملك ناحاش ملك عمون فجأة مهاجمًا يابيش-جلعاد. تحت وطأة الحصار، أرسل السكان من يتفاوض على شروط الاستسلام، فأخبرهم ناحاش أن أمامهم خيار الموت (بالسيف) أو اقتلاع أعينهم اليمنى، ومنحهم مهلة سبعة أيام، يُسمح لهم خلالها بطلب المساعدة من بني إسرائيل، وبعد ذلك يتعين عليهم الخضوع لشروط الاستسلام. أرسل المُحاصرون رسلًا في جميع أنحاء المنطقة لطلب المساعدة، فاستجاب شاول، الذي كان راعيًا وقتئذ، فحشد جيشًا هزم ناحاش وأعوانه بشكل حاسم في بازق.
فسّر يوسيفوس الشروط القاسية الغريبة التي منحها ناحاش للمُحاصرين بأنها كانت عادة ناحاش. لكن ظهر تفسير أكثر اكتمالًا مع اكتشاف مخطوطات البحر الميت حيث وجد فيها نصًا لم يتواجد في النص السبعيني أو الماسوري، كان هذا النص مقطعًا تمهيديًا، يسبق هذه الرواية، وُجد في نسخة من أسفار صموئيل بين اللفائف الموجودة في الكهف الرابع:
مع تزايد التهديد من الغارات الفلسطينية، قررت القبائل الإسرائيلية تشكيل مملكة مركزية قوية لمواجهة هذا التحدي، وانضم سبط جاد إلى المملكة الجديدة وكان شاول أول ملوكها. بعد وفاة شاول، ظلت جميع الأسباط، باستثناء سبط يهوذا، على ولائها لأبناء شاول، ولكن بعد وفاة إيشبوشث بن شاول وخليفته على عرش إسرائيل، انضم سبط جاد إلى الأسباط الشماليين الذين بايعوا داود ملك سبط يهوذا ملكًا على مملكة إسرائيل الموحدة. ومع ذلك، بعد اعتلاء رحبعام بن سليمان حفيد داود العرش حوالي سنة 930 ق.م.، انفصل الأسباط الشماليون عن حكم سلالة داود، وشاركوا في تأسيس مملكة إسرائيل الشمالية. ظل سبط جاد ضمن المملكة الشمالية حتى غزاها الآشوريون حوالي سنة 723 ق.م.، ورحّلوا السكان. ومنذئذ، اعتُبر سبط جاد أحد الأسباط العشرة المفقودة.
ورد ذكر سبط جاد أيضًا في نقش ميشع: «وسكن رجال جاد في أرض عطاروت منذ القدم، وجعل ملك إسرائيل عطاروت لنفسه، وحاربت المدينة وأخذتها وقتلت كل أهل المدينة قربانًا لكموش ولموآب، واستردت من هناك موقد عمه وحملته من أمام كموش في قريوت، وأسكنت هناك رجال شارون. ورجال محاريث.»

## أراضي السبط

خريطة أراضي الأسباط، موضحة أرض سبط جاد في الشرق.

بعد غزو بني إسرائيل لأرض كنعان بعد سنة 1200 ق.م. تقريبًا، قسّم يشوع الأرض بين الأسباط الاثني عشر. ورغم ذلك، لم يكن نصيب سبطي جاد ورأوبين ونصف سبط منسى في أرض كنعان، وإنما خصص لهم أرضًا شرقي نهر الأردن والبحر الميت.(يشوع 13: 24-28) خُصّص لسبط جاد وسط منطقة شرقي نهر الأردن، على الرغم من أن تحديد الموقع على وجه الدقة كان غامضًا. وفقًا لسفر يشوع 13: 25-27، كان أرض سبط جاد من يعزير وجميع مدن جلعاد ونصف أرض بني عمون إلى عروعير التي هي أمام ربّة عمون، ومن حشبون إلى رامة المصفاة وبطونيم، ومن محنايم إلى دبير وبيتونيم. في وادي الأردن، بيت هارام وبيت نمرة وسكوت وصافون حتى بحر كنروت شرق الأردن. رغم ذلك، هناك تناقض بين ما جاء في سفر العدد 32 34-36 أن مدن راموت ويعزير وعروعير وديبون كانت لسبط جاد، وفي الوقت نفسه يذكر سفر يشوع 3: 15-16 أنها تابعة لسبط رأوبين.
لم تكن أرض سبط جاد آمنة أبدًا من الغزوات والهجمات، إذ كانت معرضة لهجمات الموآبيين من الجنوب، وكغيره من أسباط شرق الأردن من جهتي الشمال والشرق لهجمات الآراميين ثم الآشوريين لاحقًا.

## أصولهم
وفقًا للتوراة، ينحدر السبط من نسل جاد سابع أبناء يعقوب من سريّته زلفة، ويعتقد بعض العلماء أنه سُمي نسبة إلى إله الحظ السامي جاد [الإنجليزية]. التفاصيل الجغرافية حول توزيع سبط جاد متنوعة ومتباينة، فأحيانًا يُشار إلى بعض المدن على أنها من نصيب سبط جاد، وأحيانًا من نصيب أسباط أخرى، وبحدود غير متناسقة بما في ذلك أرض جلعاد التي أحيانًا تكون لسبط جاد(القضاة 5: 17) وأحياناً ليست لهم.(يشوع 13: 24-27) علاوة على ذلك، يبدو أن نقش ميشع يفرق بين مملكة إسرائيل وسبط جاد، قائلاً "رجال جاد سكنوا في بلاد عطاروت منذ العصور القديمة، وقام ملك إسرائيل بتحصين عطاروت"، مما يعرض ضمنيًا أن سبط جاد سبق مملكة إسرائيل في الأراضي الواقعة شرقي الأردن. يبدو أن هذه التفاصيل تشير إلى أن سبط جاد كانوا في الأصل قبيلة بدوية رحل نحو الشمال، في الوقت الذي كانت فيه القبائل الأخرى قد استقرت في كنعان.

### شجرة النسب
|       |       |       |       |       |       |  |  |     |     |     |     |     |     |  |  |      |      |      |      |      |      |  |  | جاد   |       |       |       |       |       |  |  |      |      |      |      |      |      |  |  |       |       |       |       |       |       |  |  |        |        |        |        |        |        |
|       |       |       |       |       |       |  |  |     |     |     |     |     |     |  |  |      |      |      |      |      |      |  |  |       |       |       |       |       |       |  |  |      |      |      |      |      |      |  |  |       |       |       |       |       |       |  |  |        |        |        |        |        |        |
|       |       |       |       |       |       |  |  |     |     |     |     |     |     |  |  |      |      |      |      |      |      |  |  |       |       |       |       |       |       |  |  |      |      |      |      |      |      |  |  |       |       |       |       |       |       |  |  |        |        |        |        |        |        |
| صفيون | صفيون | صفيون | صفيون | صفيون | صفيون |  |  | حجّي | حجّي | حجّي | حجّي | حجّي | حجّي |  |  | شوني | شوني | شوني | شوني | شوني | شوني |  |  | أصبون | أصبون | أصبون | أصبون | أصبون | أصبون |  |  | عيري | عيري | عيري | عيري | عيري | عيري |  |  | أرودي | أرودي | أرودي | أرودي | أرودي | أرودي |  |  | أرئيلي | أرئيلي | أرئيلي | أرئيلي | أرئيلي | أرئيلي |

## المصير
على الرغم من أنها كانت في البداية جزءًا من مملكة إسرائيل الشمالية، إلا أنه يبدو من الرواية الكتابية أنه في عهد عزيا ويوثام انضم سبط جاد إلى مملكة يهوذا. ومع ذلك، عندما ضم تغلث فلاسر الثالث مملكة إسرائيل الشمالية حوالي سنة 733-731 ق.م.، وقع سبط جاد أيضًا ضحية لهجمات الآشوريين، ونُفيت القبيلة؛ وفقًا للتلمود، كان سبطي جاد ورأوبين أول ضحايا الآشوريين. منذئذ، فُقد تاريخهم. وفقًا لسفر إرميا، أن العمونيين سكنوا أرض سبط جاد بعد ذلك.(إرميا 49: 1)
يزعم اليهود الإثيوبيون، المعروفون أيضًا باسم بيتا إسرائيل، أنهم ينحدرون من سبط دان، التي هاجر أفرادها جنوبًا مع أفراد من أسباط جاد وأشير ونفتالي إلى مملكة كوش التي تقع أراضيها ضمن أراضي دولتي إثيوبيا والسودان اليوم، خلال زمن تدمير الهيكل الأول. كما تزعم جماعة الإيغبو في نيجيريا أنهم ينحدرون من سبط جاد من نسل ابنه عيري، وهو أيضًا اسم ملكهم الأول.

## وصلات خارجية
- Map of Gad Tribal territory, 1650. Thomas Fuller. Eran Laor Cartographic Collection, The National Library of Israel.